# Ел Пуертесито (Болањос)
Ел Пуертесито (шп. El Puertecito) насеље је у Мексику у савезној држави Халиско у општини Болањос. Насеље се налази на надморској висини од 1350 м.

## Становништво
Према подацима из 2010. године у насељу су живела 2 становника.

### Хронологија
| Година       | 2000          | 2005       | 2010 |
| ------------ | ------------- | ---------- | ---- |
| Становништво | 122 (53 / 69) | 10 (3 / 7) | 2    |

### Попис
| # | Индикатор                     | Вредност |
| - | ----------------------------- | -------- |
| 1 | Укупно домаћинстава           | 1        |
| 2 | Укупно насељених домаћинстава | 1        |
| 3 | Величина локације             | 1        |